# 丝毛柳
丝毛柳（学名：Salix luctuosa）为杨柳科柳属下的一个种是中国的特有植物。分布在中国大陆的四川、陕西、云南、西藏等地，生长于海拔1,500米至3,200米的地区，一般生于山沟、河边或山坡，目前尚未由人工引种栽培。